# SC Audace Torino
SC Audace Torino was een Italiaanse voetbalclub uit Turijn, Piëmont.
In 1902 nam de club voor het eerst deel aan het Italiaanse landskampioenschap, dat toen nog niet in competitieverband beslecht werd maar via zoals de huidige beker. In de eerste wedstrijd werd Ginnastica Torino met de grond gelijk gemaakt (5-2), maar in de tweede wedstrijd was FC Torinese te sterk en won met 2-0.
Het volgende seizoen verloor de club de eerste wedstrijd in de titelstrijd van Juventus met 1-2 en was zo uitgeschakeld.
In 1904 nam de club niet meer deel aan de titel en werd kort daarna opgeheven.